# 佐野大樹 (子役)
佐野 大樹（さの だいき、1995年6月14日 - ）は、日本の元子役俳優、元子役モデル。身長136cm。元シーアンドティー（キャロット）所属。

## 出演

### 映画
- ドラッグストア・ガール（2004年2月7日公開）

### CM
- ハウス食品 シチューミックス（2000年9月 - 2001年3月）
- ライオン 返礼ギフト（2002年3月）北海道のみ
- サイパン政府観光局（2004年4月 - ）
- マイクロソフト Mr.KATO編（2005年3月 - 2006年2月）

### スチル
- トミー ポリスボックス（2000年）パッケージ
- 東急リバブル（2001年3月1日 - 5月30日）新聞広告
- トミー 拳闘士（2001年）パッケージ
- ミサワホーム（2002年4月27日 - 7月）新聞広告
- 青葉図書 理科テスト（2004年）